# Willy Jaeckel
Willy Gustav Erich Jaeckel (født 10. februar 1888 i Breslau, død 30. januar 1944 i Berlin) var en tysk maler og grafiker, repræsentant for tysk ekspressionisme.
Jaeckel studerede i Wrocław og Dresden og boede fra 1913 i Berlin. Fra 1925 underviste han på "Staatliche Kunstschule zu Berlin".(de)
Ved nazisternes Machtergreifung i 1933 blev hans værker fjernet fra museer og udstillinger, og mange af hans værker er registreret i databasen for "Entartete Kunst".
Et luftangreb ødelagde 1943 hans atelier i Berlin; hans lejlighed på Kurfürstendamm brændte i 1944, hvorved han blev begravet og døde i ruinerne.
| - Selvportrætter af Willy Jaeckel - 1915 - Selvportræt med radérnål, 1928 - 1942 | - Jaeckels hustru Charlotte - 1916. - 1923 |

| - Kvindeportrætter af Willy Jaeckel - Portræt af fru Pallavicini. Frau in blauem Kleid, 1913 - Kvindeportræt, 1916 - Portræt af Resi Langer, 1919 - Kvindeportræt, 1922 ("Tine") - Ruth eller Dorothea Albu, 1929 - Liggende pige, 1929 - Kvinde på rød baggrund, ca. 1930 - Luise Ullrich(no) som 'Johanna von Orleans', ca. 1936 - Die Dame Hæfte 10, 1941(en) - Liggende model, før 1944 - Siddende model, før 1944 |

| - Andre værker af Willy Jaeckel - Im Romanischen Café, 1912 - "Ohne Titel" (døende soldat i skyttegrav). Blad nr. 5 fra mappen „Memento 1914/15“ Litografi, 1915. - Hiob, 1917 - Hamlet, før 1918 - Stilleben "Berlinische Galerie"(de), 1919 - Litografi til Fritz von Unruh Ein Geschlecht, 1920 - Landskab ved havet, 1924 - Otto Boelitz(no), 1932 - Klitter på Hiddensee Dünen auf Hiddensee, før 1944 - Stejl kyst på Hiddensee Steilküste auf Hiddensee, før 1944 - Calla Lily med afrikansk skulptur, før 1944 |